# مایکل جانسون (بازیکن فوتبال، زاده ۱۹۷۳)
مایکل جانسون (انگلیسی: Michael Johnson؛ زادهٔ ۴ ژوئیهٔ ۱۹۷۳) بازیکن فوتبال اهل بریتانیا است.
از باشگاه‌هایی که در آن بازی کرده‌است می‌توان به باشگاه فوتبال نوتس کانتی، و باشگاه فوتبال دربی کانتی، باشگاه فوتبال بیرمنگام سیتی، باشگاه فوتبال شفیلد ونزدی، تیم ملی فوتبال جامائیکا، باشگاه فوتبال نوتس کانتی، و باشگاه فوتبال نوتس کانتی، اشاره کرد.
وی همچنین در تیم ملی فوتبال Jamaica بازی کرده‌است.